# マホマホだいぼうけん
『マホマホだいぼうけん』は、NHK教育テレビジョンで1994年4月4日から1995年4月7日まで放送された寸劇形式の子供向け番組である。

## 概要
「幼稚園・保育所の時間」の数量系番組の1つとして放送された。当時の教育テレビの幼稚園・保育所の時間の常連であった田中真弓が役者としてメイン出演した。
魔女のウイッチーと彼女の弟子ホーキィが、世界一幸せになれる魔法「ハッピーマジック」を成功させるために必要な物質「マホマホ」を手に入れるために魔法の絵の中の世界を冒険する。

## 放送時間
いずれも日本時間。
- 火曜日 10:30 - 10:45、金曜日 16:05 - 16:20（再放送）、月曜日 09:15 - 09:30（再々放送）

## 登場人物
ウイッチー
この物語の主人公。普段は眼鏡をかけた老婆の姿をしているが、それは仮の姿であり、本当はもっと若い。老婆の姿では殆どの魔法が失敗してしまうため、魔女の姿に変身しなければ本来の能力を十分に発揮できない。
ホーキィ
ウイッチーの弟子の少年。その名の通り頭が箒であるため、よく部屋の掃除をしている。ドジで、よくウイッチーの足を引っ張っている。
パッパラ仙人
ウイッチーが魔法市場で購入した「ドキドキぐすり」をホーキィが人形劇の箱の「FUN OF THE OPERA」にこぼして発生した絵の中の世界の人物で、赤い服を着た老人。仙人だが性格は意地汚く、マホマホを手に入れるためにウイッチーとホーキィの邪魔をしたり、手を組んだりしている。ウイッチーと同様に魔法を使えるが、彼女との勝負ではよく負けている。絵の中の人物であるため、当初はウイッチーのいる現実世界へは行けなかったが、後に時計鳥の力によって特定の時間中だけ行けるようになった。

## 出演者
- 田中真弓（ウイッチー（役者として出演）、ホーキィの声）[4]
- 宮内幸平（パッパラ仙人の声）
- 愛河里花子
- 宮村優子
- 兵藤まこ

## スタッフ
- 作 - 朝比奈尚行
- 音楽 - 山本純ノ介
- 振付 - 大原晶子
- 人形操作 - 南波郁恵、磯辺美恵子、諸井裕二、行平久子、原敏枝
- デザイン - 藤井路以
- 人形美術 - 光子館、上野新司

## 放送リスト
| 回 | タイトル           | 初回放送日     |
| -- | ------------------ | -------------- |
| 1  | なまえはなーに     | 1994年04月04日 |
| 2  | なかまさがし       | 1994年04月19日 |
| 3  | だれだろう         | 1994年05月16日 |
| 4  | どっちがおおい     | 1994年05月30日 |
| 5  | だいじなしるし     | 1994年06月13日 |
| 6  | かずのなまえ       | 1994年06月27日 |
| 7  | からっぽ           | 1994年07月11日 |
| 8  | ながい・みじかい   | 1994年08月29日 |
| 9  | おおきい・ちいさい | 1994年09月19日 |
| 10 | おもい・かるい     | 1994年10月03日 |
| 11 | はやい おそい      | 1994年10月17日 |
| 12 | まえ うしろ        | 1994年10月31日 |
| 13 | みぎ ひだり        | 1994年11月14日 |
| 14 | とけい             | 1994年11月28日 |
| 15 | なかまさがし（Ⅱ）  | 1994年12月12日 |
| 16 | どれがちがう       | 1995年01月09日 |
| 17 | このつぎなんだ     | 1995年01月30日 |
| 18 | とんがりさんかく   | 1995年02月13日 |
| 19 | どんなかたち       | 1995年02月27日 |
| 20 | おうちはどっち     | 1995年03月13日 |

## テーマ曲
マホマホだいぼうけんテーマソング
作詞：朝比奈尚行、作曲：山本純ノ介、歌：田中真弓）